# Nuphar polysepala
Espèce
Nuphar polysepala est une espèce de plantes à fleurs de la famille des Nymphéacées. C'est une plante aquatique originaire d'Amérique du Nord.